# I've got enough heartache
I've got enough heartache is een nummer van Spooky Tooth dat werd geschreven door Gary Wright en Mike Kellie. De single verscheen in 1969 met Son of your father op de B-kant. Daarnaast verscheen het op het album Spooky two. Het is een klassiek rocknummer met invloeden uit de gospelmuziek.
Een jaar later werd het nummer nog eens op een single geplaatst door Three Dog Night. Ook verscheen het op hun album Naturally (1970). Vijftien jaar later inspireerde het The Cats voor de titel van hun album Flyin' high. Het opent ook de B-kant van dit album.	